# James Petiver
James Petiver (* 1663 in Hillmorton, bei Rugby; † 20. April 1718 in London) war ein englischer Botaniker und Entomologe. Sein offizielles botanisches Autorenkürzel lautet „Petiver“.

## Leben und Wirken

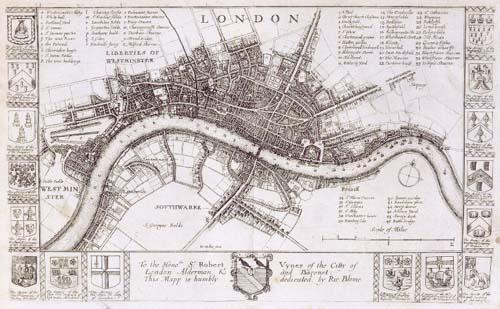
Stadtplan von London 1673 (Richard Blome).

James Petiver ist der Sohn seines gleichnamigen Vaters James Petiver und dessen Frau Mary Elborowe, der Tochter von Richard Elborowe.
Er absolvierte seine Apothekerausbildung bei Mr. Feltham, dem Apotheker des St Bartholomew’s Hospital in London und ließ sich 1692 in der Aldersgate Street in der Nähe des St Bartholomew’s Hospitals selbst als Apotheker nieder. Sein Geschäft florierte und er wurde bald auch Apotheker des Londoner Charterhouses.
Im Laufe der Jahre baute sich James Petiver eine umfangreiche naturhistorische Sammlung auf. Er beauftragte Kapitäne und Schiffsärzte ihm Pflanzen- und Tierarten mitzubringen und gab ihnen dazu detaillierte schriftliche Anweisungen. Besonders viel Material erhielt er aus den Britischen Kolonien in Nordamerika. 1697 umfasste seine Sammlung 6000 Stücke. Sie gehörte zu den meistbesuchten Sammlungen in London und wurde durch ihn in Musei Petiverani ausführlich beschrieben.
James Petiver führte eine umfangreiche Korrespondenz. Schon früh trat er mit John Ray in Kontakt, den er auch bei der Zusammenstellung des zweiten Bandes seiner Historia generalis plantarum (1688) unterstützte. Einige andere Briefpartner waren Johann Philipp Breyne, William Byrd (1674–1744), Georg Joseph Kamel, Antoni van Leeuwenhoek, Cotton Mather, Joan Salvador i Riera (1683–1725), Richard Richardson (1663–1741), Johann Jacob Scheuchzer und Charles Atkins (evtl. das Vorbild für Jonathan Swifts Figur Lemuel Gulliver).
1709 ernannte ihn die Society of Apothecaries zum Pflanzendemonstrator. 1711 reiste er nach Leiden, um für Hans Sloane die Sammlung von Paul Hermann zu erwerben.
Petiver blieb unverheiratet und verstarb 1718 in seinem Haus in der Aldersgate Street.
Nach seinem Tod erwarb Hans Sloane seine umfangreiche Sammlung. Heute ist sie ein Teil des Sloane Herbariums des Naturhistorischen Museums in London.

## Ehrungen
Am 27. November 1695 wurde Petiver zum Mitglied („Fellow“) der Royal Society gewählt. Am 4. März 1699 wurde er korrespondierendes Mitglied der Académie royale des sciences in Paris.
Charles Plumier benannte ihm zu Ehren die Gattung Petiveria der Pflanzenfamilie der Kermesbeerengewächse (Phytolaccaceae). Carl von Linné übernahm später diesen Namen.

## Schriften (Auswahl)
Von 1697 bis 1714/16 veröffentlichte Petiver zahlreiche Beiträge in den Philosophical Transactions (Band 19 bis 29).
- Musei Petiverani Centuria. London 1692–1703.
- Pterigraphia Americana. London 1712 (Digitalisat).
- Aquatilium Animalium Amboinae, &c. Icones & Nomina. London 1713 (Digitalisat).
- Gazophylacium naturae et artis. London 1702–1709 (Digitalisat).
- A Catalogue of Mr Ray’s English herbal illustrated […]. 1713–1715.

## Nachweise

## Weiterführende Literatur
- D. E. Allen: Petiver, James (c.1665–1718). In: Henry Colin Gray Matthew, Brian Harrison (Hrsg.): Oxford Dictionary of National Biography, from the earliest times to the year 2000 (ODNB).  Oxford University Press, Oxford 2004, ISBN 0-19-861411-X; doi:10.1093/ref:odnb/22041 (Lizenz erforderlich), Stand: Oktober 2009 (nicht eingesehen).
- George Simonds Boulger: Petiver, James. In: Sidney Lee (Hrsg.): Dictionary of National Biography. Band 45: Pereira – Pockrich. MacMillan & Co, Smith, Elder & Co., New York City / London 1896, S. 85–86 (englisch).
- Charles E. Jarvis, Richard Coulton: A Chronology of the Life of James Petiver (ca 1663–1718). In: Notes and Records. Band 74, Nummer 2, 2020, S. 183–187 (doi:10.1098/rsnr.2020.0010).
- Charles E. Jarvis: James Petiver (c. 1663–1718): a concise bibliography. In: Notes and Records. Band 74, Nummer 2, 2020, S. 329–333 (doi:10.1098/rsnr.2020.0013).
- Kathryn James: The Intoxicant as Preservative and Scientific Instrument in the World of James Petiver. In: The Historical Journal, Bd. 65 (2022), Heft 1, S, 91–107 (doi:10.1017/S0018246X21000248).